# Reanchai Srihawong
Reanchai Seeharwong (né le 24 mars 1976) est un athlète thaïlandais, spécialiste du sprint.

## Biographie
Il bat le record thaïlandais du 100 m en 1998 en demi-finale des Jeux asiatiques de Bangkok avant de remporter la médaille d'argent en finale, derrière le Japonais Kōji Itō. Il obtient une deuxième médaille d'argent au relais 4 × 100 mètres.
En 2002 il remporte la médaille d’or lors des championnats d'Asie et des Jeux asiatiques sur le relais 4 × 100 m.

### Palmarès
| Date | Compétition         | Lieu    | Résultat | Discipline | Performance |
| ---- | ------------------- | ------- | -------- | ---------- | ----------- |
| 1998 | Jeux asiatiques     | Bangkok | 2e       | 100 m      | 10 s 31     |
| 1998 | Jeux asiatiques     | Bangkok | 2e       | 4 × 100 m  | 39 s 17     |
| 2002 | Championnats d'Asie | Colombo | 1er      | 4 × 100 m  | 38 s 99     |
| 2002 | Jeux asiatiques     | Busan   | 1er      | 4 × 100 m  | 38 s 82     |

### Records
| Épreuve | Performance | Lieu    | Date             |
| ------- | ----------- | ------- | ---------------- |
| 100 m   | 10 s 23     | Bangkok | 13 décembre 1998 |